# .ke
.ke는 케냐의 인터넷 국가 코드 최상위 도메인이다.
다음의 3차 도메인 아래에서 2차 도메인을 등록하여 사용할 수 있다:
- .co.ke - 회사.
- .or.ke - 비영리 단체.
- .ne.ke - 네트워크 장치.
- .go.ke - 정부 단체. 지원 문서 필요.
- .ac.ke - 고등 교육 시설. 지원 문서 필요.
- .sc.ke - 중등 교육. 지원 문서 필요.